# Féas
Féas est une ancienne commune française, située dans le département des Pyrénées-Atlantiques en région Nouvelle-Aquitaine. Le 1er janvier 2017, elle est avec Ance l'une des deux communes déléguées de la commune nouvelle Ance Féas.

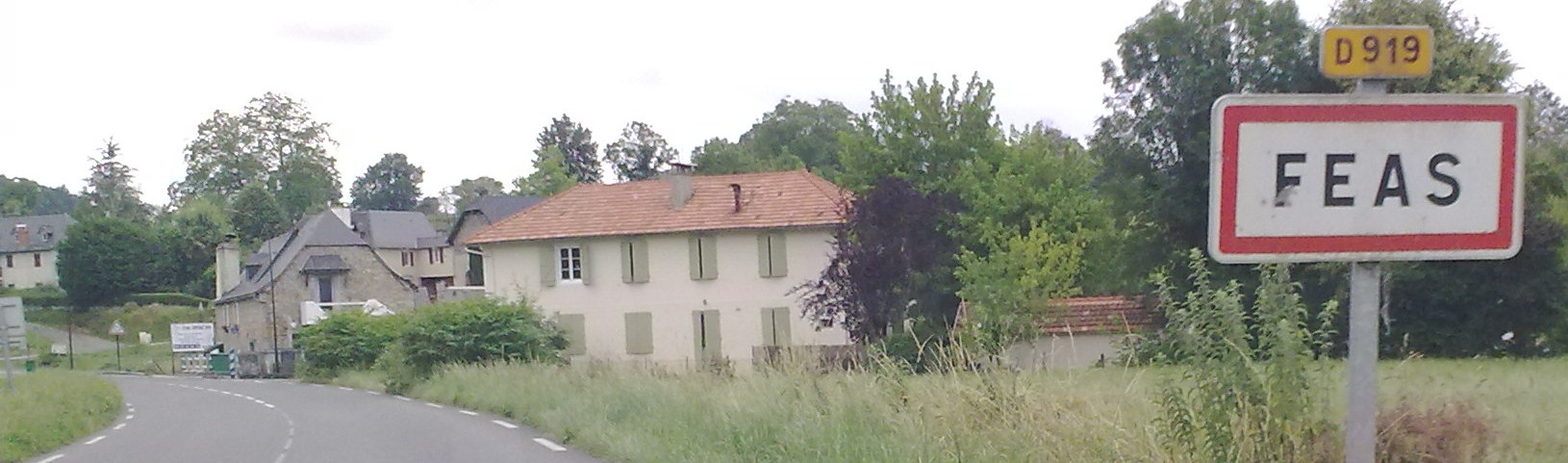
Entrée dans Féas.

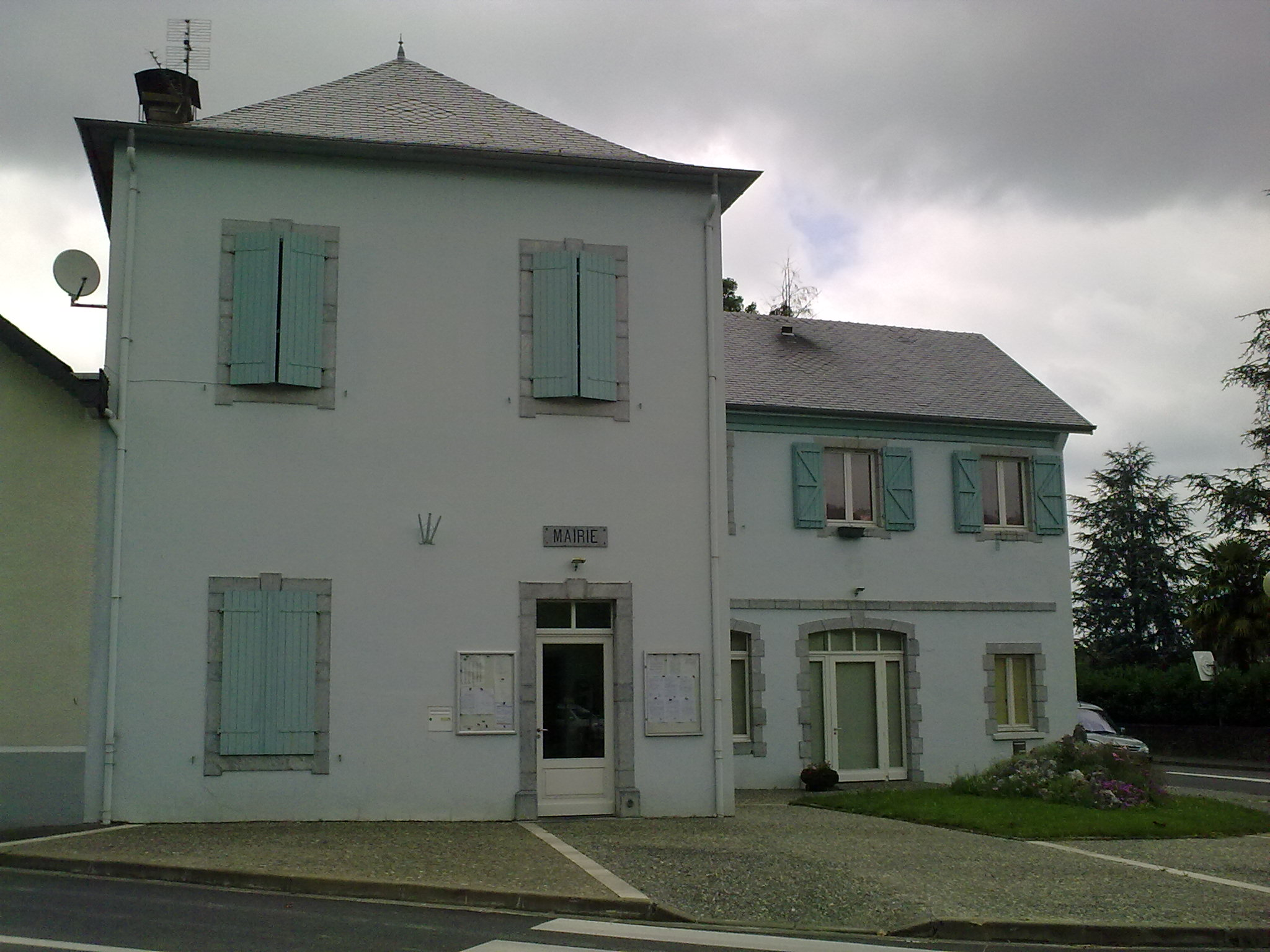
La mairie.

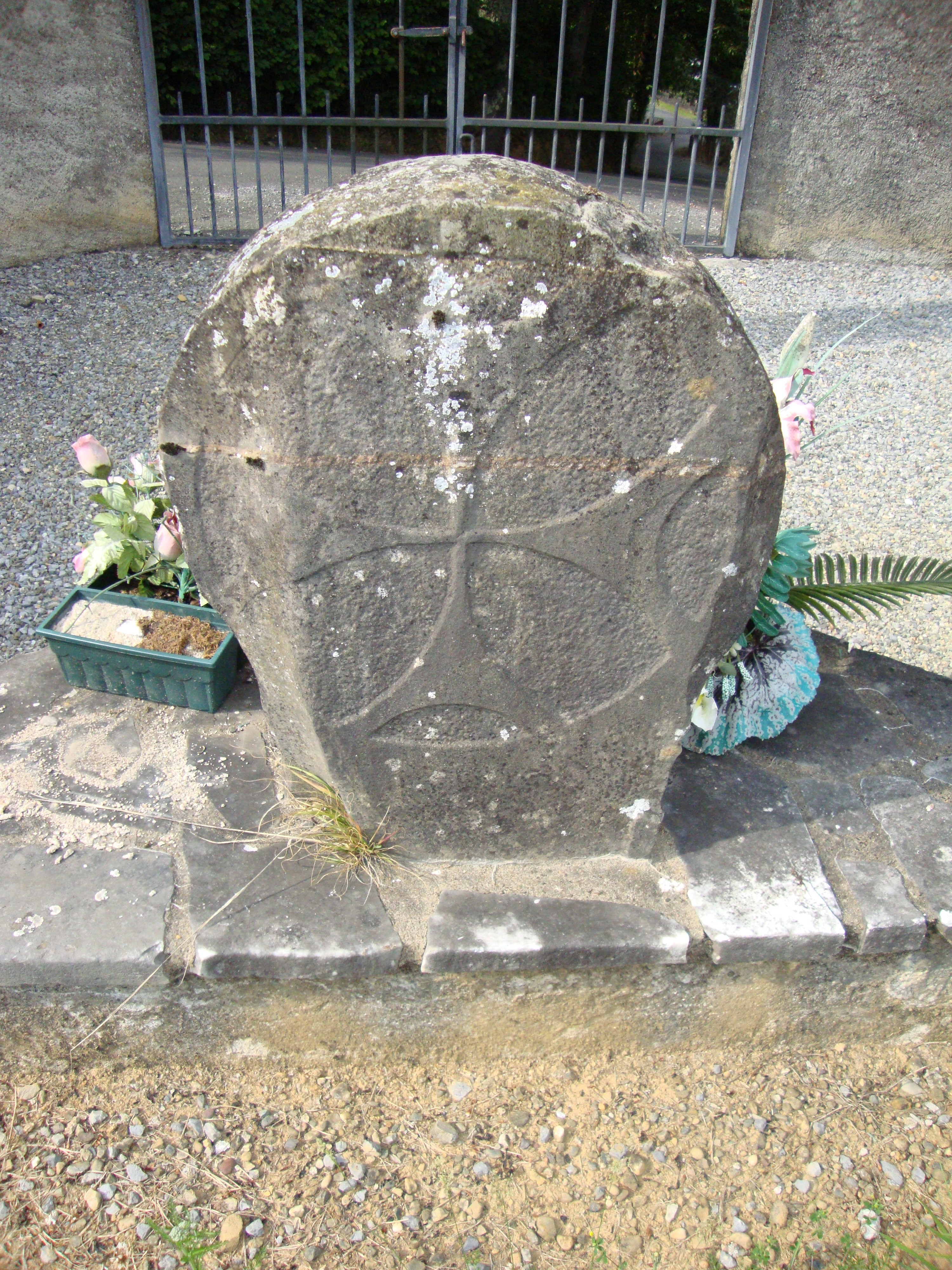
Une stèle discoïdale.

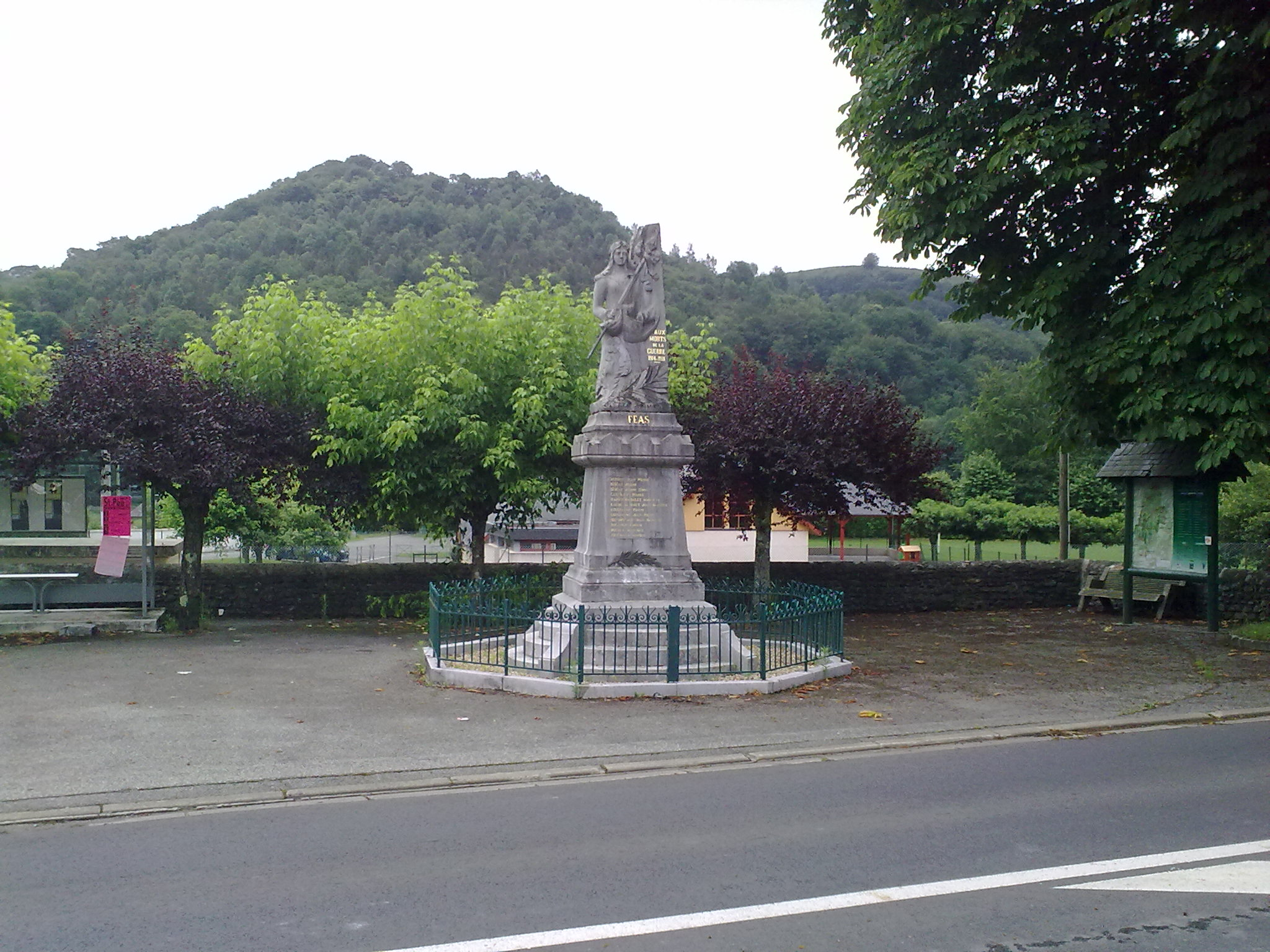
Le monument aux morts.

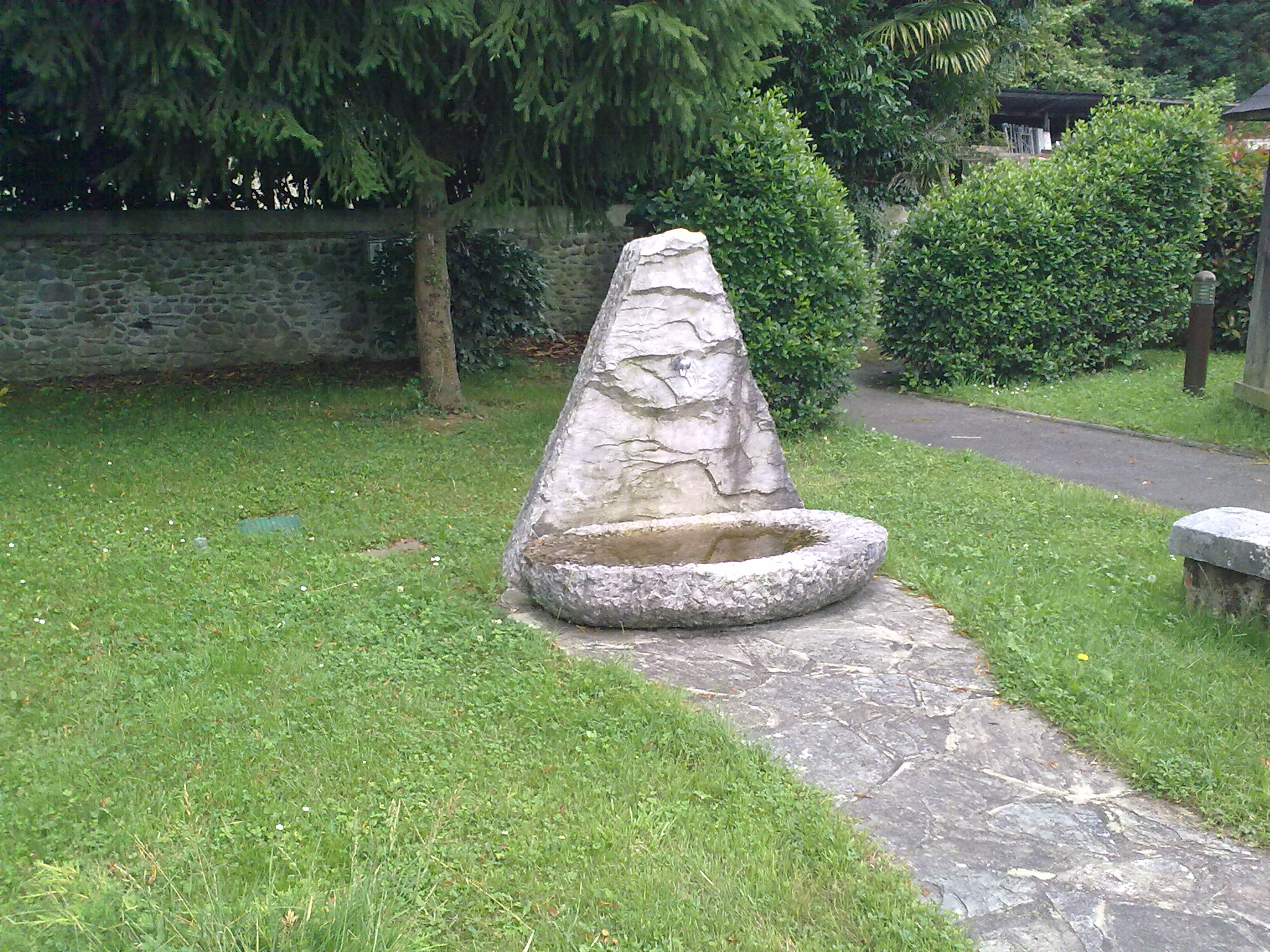
Une fontaine de Féas.

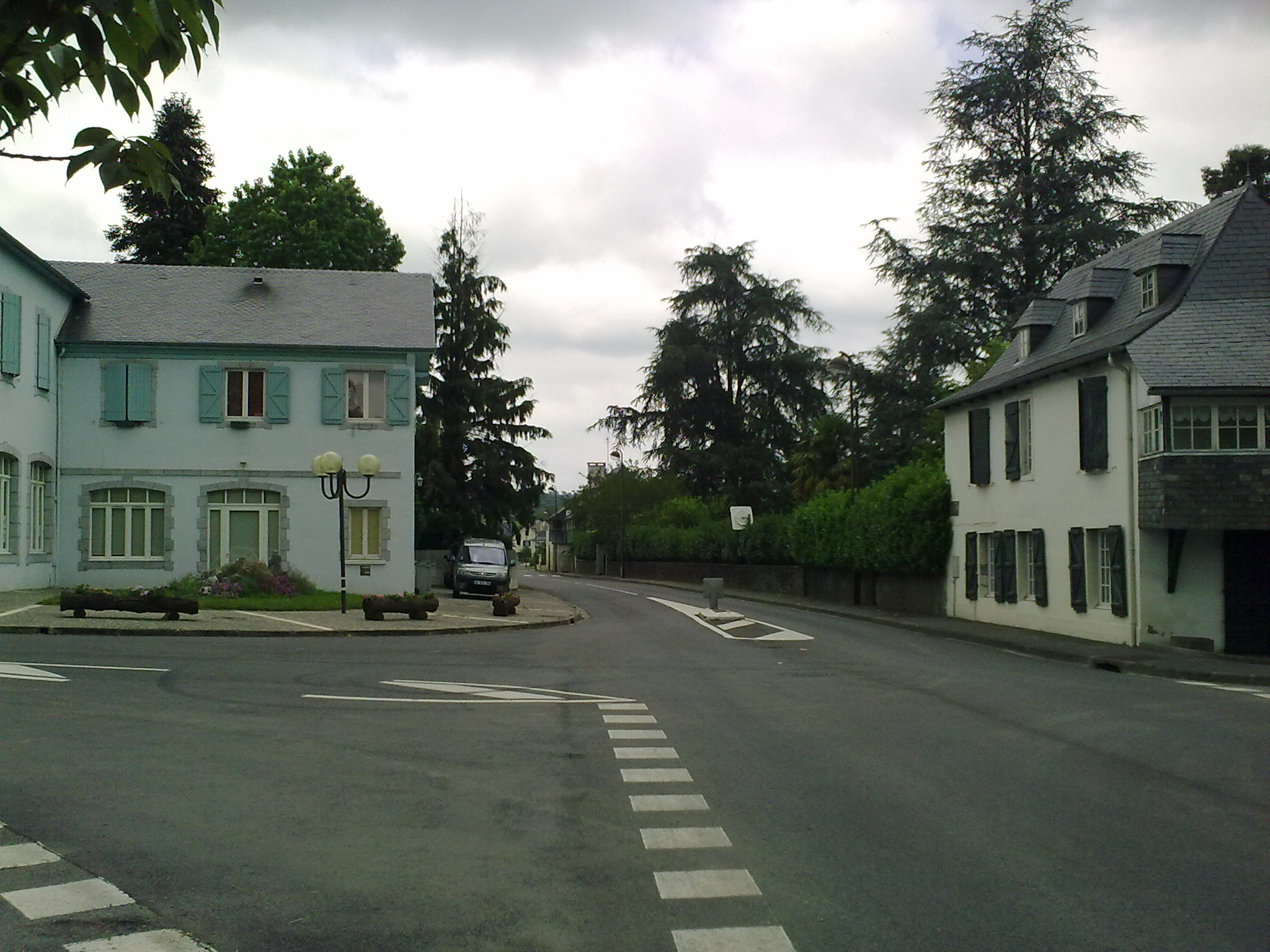
Dans la commune.

Le gentilé est Féasien.

## Géographie
La commune fait partie de la vallée de Barétous.

### Hydrographie
La commune est traversée par un affluent du gave d'Oloron, le Vert, et ses affluents :
- l'Aurone et son affluent :
  - le Treilt
- le Littos

### Lieux-dits et hameaux
- Anglas
- Arries
- Derrière Lasserre
- Hagueta
- Sarrode
- Séqué
- Village

### Communes limitrophes
| Esquiule |                  |                     |
|          | Féas             | Oloron-Sainte-Marie |
|          | Ance (Ance Féas) |                     |

## Toponymie
Le toponyme Féas apparaît sous les formes Heaas (1343, hommages de Béarn), Feaas (1385, censier de Béarn), Feeaz (1442, notaires d'Oloron).
Il signifie prairies à foin du gascon hiars composé du latin fenum = foin et du suffixe végétal are.
Son nom béarnais est Hiars.

## Histoire
En 1385, Féas comptait 21 feux, et dépendait du bailliage d'Oloron.

## Politique et administration
| Période | Période  | Identité              | Étiquette | Qualité                  |
| ------- | -------- | --------------------- | --------- | ------------------------ |
| 1995    | 2014     | Auguste Lucien Maunas |           |                          |
| 2014    | En cours | Jean-Claude Coste     | DVG       | Conseiller départemental |

### Intercommunalité
Féas fait partie de 6 structures intercommunales :
- la communauté de communes de la vallée de Barétous ;
- le SIVU chargé du tourisme en Haute-Soule et Barétous ;
- le syndicat AEP du Pays de Soule ;
- le syndicat d’énergie des Pyrénées-Atlantiques ;
- le syndicat de regroupement pédagogique des écoles d'Ance et de Féas ;
- le syndicat mixte des gaves d’Oloron - Aspe - Ossau et de leurs affluents.

## Démographie
L'évolution du nombre d'habitants est connue à travers les recensements de la population effectués dans la commune depuis 1793. À partir du 1er janvier 2009, les populations légales des communes sont publiées annuellement dans le cadre d'un recensement qui repose désormais sur une collecte d'information annuelle, concernant successivement tous les territoires communaux au cours d'une période de cinq ans. 
Pour les communes de moins de 10 000 habitants, une enquête de recensement portant sur toute la population est réalisée tous les cinq ans, les populations légales des années intermédiaires étant quant à elles estimées par interpolation ou extrapolation. Pour la commune, le premier recensement exhaustif entrant dans le cadre du nouveau dispositif a été réalisé en 2004,.
En 2014, la commune comptait 400 habitants, en évolution de −8,47 % par rapport à 2009 (Pyrénées-Atlantiques : +2,6 %, France hors Mayotte : +2,49 %).
| 1793 | 1800 | 1806 | 1821 | 1831 | 1836 | 1841 | 1846 | 1851 |
| ---- | ---- | ---- | ---- | ---- | ---- | ---- | ---- | ---- |
| 645  | 583  | 635  | 622  | 654  | 620  | 658  | 656  | 659  |

| 1856 | 1861 | 1866 | 1872 | 1876 | 1881 | 1886 | 1891 | 1896 |
| ---- | ---- | ---- | ---- | ---- | ---- | ---- | ---- | ---- |
| 620  | 551  | 579  | 545  | 554  | 545  | 539  | 479  | 462  |

| 1901 | 1906 | 1911 | 1921 | 1926 | 1931 | 1936 | 1946 | 1954 |
| ---- | ---- | ---- | ---- | ---- | ---- | ---- | ---- | ---- |
| 440  | 430  | 457  | 423  | 386  | 404  | 385  | 378  | 380  |

| 1962 | 1968 | 1975 | 1982 | 1990 | 1999 | 2004 | 2009 | 2014 |
| ---- | ---- | ---- | ---- | ---- | ---- | ---- | ---- | ---- |
| 357  | 327  | 312  | 299  | 404  | 373  | 386  | 437  | 400  |

La commune fait partie de l'aire urbaine d'Oloron-Sainte-Marie.

## Économie
L'économie de la commune est essentiellement orientée vers l'agriculture et l'élevage (bovins et ovins). La commune fait partie de la zone d'appellation de l'ossau-iraty.

## Culture locale et patrimoine

### Patrimoine religieux
- Église Saint-Barthélemy du XVIIe siècle.

## Festivités
- Fêtes le premier week-end d'août.

## Équipements
La commune dispose d'une école primaire.